# Episodi di The Ford Television Theatre (terza stagione)
La terza stagione della serie televisiva The Ford Television Theatre è andata in onda negli Stati Uniti dal 7 ottobre 1954 al 23 giugno 1955.
| nº | Titolo originale          | Prima TV USA     |
| -- | ------------------------- | ---------------- |
| 1  | Daughter of Mine          | 7 ottobre 1954   |
| 2  | Shadow of Truth           | 14 ottobre 1954  |
| 3  | Segment                   | 21 ottobre 1954  |
| 4  | Trip Around the Block     | 28 ottobre 1954  |
| 5  | Remember to Live          | 4 novembre 1954  |
| 6  | The Road Ahead            | 11 novembre 1954 |
| 7  | The Summer Memory         | 18 novembre 1954 |
| 8  | The Legal Beagles         | 25 novembre 1954 |
| 9  | Girl in Flight            | 2 dicembre 1954  |
| 10 | Charlie C Company         | 9 dicembre 1954  |
| 11 | Portrait of Lydia         | 16 dicembre 1954 |
| 12 | Slide, Darling, Slide     | 23 dicembre 1954 |
| 13 | The Unbroken Promise      | 30 dicembre 1954 |
| 14 | Magic Formula             | 6 gennaio 1955   |
| 15 | ..... and Son             | 13 gennaio 1955  |
| 16 | The Stars Don't Shine     | 20 gennaio 1955  |
| 17 | Letters Marked Personal   | 27 gennaio 1955  |
| 18 | Touch of Spring           | 3 febbraio 1955  |
| 19 | Pretend You're You        | 10 febbraio 1955 |
| 20 | Tomorrow We'll Love       | 17 febbraio 1955 |
| 21 | Too Old for Dolls         | 24 febbraio 1955 |
| 22 | The Lilac Bush            | 3 marzo 1955     |
| 23 | Second Sight              | 10 marzo 1955    |
| 24 | Celebrity                 | 17 marzo 1955    |
| 25 | Garrity's Sons            | 24 marzo 1955    |
| 26 | Hanrahan                  | 31 marzo 1955    |
| 27 | Deception                 | 7 aprile 1955    |
| 28 | The Woman at Fog Point    | 14 aprile 1955   |
| 29 | Sunday Mourn              | 21 aprile 1955   |
| 30 | While We're Young         | 28 aprile 1955   |
| 31 | Appointment with Destiny  | 5 maggio 1955    |
| 32 | The Policy of Joe Aladdin | 12 maggio 1955   |
| 33 | Mimi                      | 19 maggio 1955   |
| 34 | Cardboard Casanova        | 26 maggio 1955   |
| 35 | P.J. and the Lady         | 2 giugno 1955    |
| 36 | One Man Missing           | 9 giugno 1955    |
| 37 | Favorite Son              | 16 giugno 1955   |
| 38 | The Mumbys                | 23 giugno 1955   |

## Daughter of Mine
- Diretto da:
- Scritto da:

### Trama
- Interpreti: Margaret O'Brien, Maureen O'Sullivan, Pat O'Brien, Richard Jaeckel (Joe Thompson), Tol Avery

## Shadow of Truth
- Diretto da:
- Scritto da:

### Trama
- Interpreti: James Bell (Cass Martin), Sidney Blackmer (Wade Anthony), Keefe Brasselle (Johnny Cantrell), Ann Doran (Marion), Robert Foulk (Willis (as Bob Foulk), Marjorie Lord (Liz), Thomas Mitchell (Ralph Woodbury)

## Segment
- Diretto da:
- Scritto da:

### Trama
- Interpreti: William Bendix (Carl Ledbetter), Ward Bond (Lieutanant Pannetti), Joanne Woodward (June Ledbetter), Rosemary DeCamp (Mildred Ledbetter), Alan Dexter (tenente Joe Lellers), George Eldredge (dottor Granville), Walter Conrad (Ames), Bill Crandall (Lucas), Robert Malcolm (Manager)

## Trip Around the Block
- Diretto da:
- Scritto da:

### Trama
- Interpreti: Steve Cochran (Jim), Jan Sterling (Ann)

## Remember to Live
- Diretto da:
- Scritto da:

### Trama
- Interpreti: Dane Clark (Joe Travis), Barbara Hale (Marta Linden), Cleo Moore (Lana), Judy Nugent (Kathy Johnson), Dick Wessel (Tom O'Brien), Paul Brinegar (Hans), Ralph Peters (Bert), Charles Watts (Ed)

## The Road Ahead
- Diretto da:
- Scritto da:

### Trama
- Interpreti: Rory Calhoun, Virginia Christine, Faith Domergue, Robert Foulk, Paul Langton

## The Summer Memory
- Diretto da:
- Scritto da:

### Trama
- Interpreti: James Barton (anziano Crandall), William Henry (Paul (as Bill Henry), Richard Kiley (Walter Crandall), Claire Trevor (Felicia Crandell)

## The Legal Beagles
- Diretto da:
- Scritto da:

### Trama
- Interpreti: Trevor Bardette (capitano Goldtooth), Griff Barnett (giudice Miner), Laraine Day (Claire Beagle), Richard Denning (George Beagle), Anthony Jochim (Jasper), Edith Leslie (Eulalla Bullfinch), Duncan Richardson (Johnnie Goldtooth)

## Girl in Flight
- Diretto da:
- Scritto da:

### Trama
- Interpreti: Morris Ankrum (Judge), Tom Drake (Gaston Clairmont), Gregory Gaye (prete), Hugo Haas (Voulard), Joan Leslie (Marie Pasquin), John Qualen (Francois)

## Charlie C Company
- Diretto da:
- Scritto da:

### Trama
- Interpreti: Edmond O'Brien (capitano Joyce), Kerwin Mathews (tenente Norton), Robert Strauss (sergente Kruger), Gene Evans (caporale O'Daniel), Gene Reynolds (caporale Kalinsky), Adam Williams (soldato Littauer), Mark Andrews (soldato Henderson)

## Portrait of Lydia
- Diretto da:
- Scritto da:

### Trama
- Interpreti: Nan Boardman (Mama Michele), Jonathan Hale (giudice Tamberg), Robert Horton (Greg Howell), Donna Reed (Lydia Campbell)

## Slide, Darling, Slide
- Diretto da:
- Scritto da:

### Trama
- Interpreti: Merry Anders, Anthony Caruso (Winston K. Milo), Linda Danson, Jane Darwell (Christabel), Don Dillaway, Virginia Field (Alexandra Wrenn), Allyn Joslyn (Mac Harrison), Emory Parnell (Herman J. Karbfleischer), Jack Rice, Paul Savage (Lefty Simpson), Ludwig Stössel (Enrique)

## The Unbroken Promise
- Diretto da:
- Scritto da:

### Trama
- Interpreti: George Brent (John Raleigh), Frances Dee (Ellen Thornton), Gertrude Michael (Belle), Gigi Perreau (Sylvia Raleigh)

## Magic Formula
- Diretto da:
- Scritto da:

### Trama
- Interpreti: Helen Brown (Mother), Claudette Colbert (Lorna Gilbert), George Huerta (ragazzo), Patric Knowles (dottor Thomas Grant), Melinda Plowman (ragazzina), Dick Rich (conducente), Ann Savage (Maggie)

## ..... and Son
- Diretto da:
- Scritto da:

### Trama
- Interpreti: John Baer (Larry Derwent), Willis Bouchey (Charlie Crichton), Erin O'Brien-Moore (Elsa Derwent), J.P. O'Donnell (receptionist), Edward G. Robinson (John Derwent)

## The Stars Don't Shine
- Diretto da:
- Scritto da:

### Trama
- Interpreti: James Bell (Casey Martin), Philip Carey (John Marlon), Paul Keast (dottor Garner), Horace McMahon (Gibson), Teresa Wright (Janet Larson)

## Letters Marked Personal
- Diretto da:
- Scritto da:

### Trama
- Interpreti: Joan Bennett (Marcia Manners), Melvyn Douglas (George Manners), Elisabeth Risdon (Mrs. Kelton)

## Touch of Spring
- Diretto da:
- Scritto da:

### Trama
- Interpreti: Gene Barry (Bill Hannagan), Irene Dunne (Marion Clark), Kathryn Grant (Ann Clark), Frank Wilcox (Paul Clark)

## Pretend You're You
- Diretto da:
- Scritto da:

### Trama
- Interpreti: Keith Andes (Freddy Remington), Nana Bryant (Zia Clara), Charles Coburn (zio Henry), Joan Hovis (Amy Remington), Lucy Marlow (Sue Smith)

## Tomorrow We'll Love
- Diretto da:
- Scritto da:

### Trama
- Interpreti: Larry Parks (Michael Craig), Nicole Maurey (Denise Monet), Eduard Franz (Paul), John Gallaudet (George Bannister), Laurie Carroll (Monique), Peter Hanson (Brad)

## Too Old for Dolls
- Diretto da:
- Scritto da:

### Trama
- Interpreti: Joyce Coates (Betty Mae Clark), Tommy Cook (Ed), Laraine Day (Marge Ramsay), Franchot Tone (Mike Ramsay), Natalie Wood (Polly Ramsay)

## The Lilac Bush
- Diretto da:
- Scritto da:

### Trama
- Interpreti: Diana Christian (proprietario del Lilac Bush), Marilyn Erskine (Jean Lowry), William Leslie (Jeff Winston), Leslie Matthews (dottor Kleim), Ruth Roman (Connie Wilson)

## Second Sight
- Diretto da:
- Scritto da:

### Trama
- Interpreti: Philip Carey (Dr. Ed Marshfield), Jane Darwell (Mrs. Riggs), Joseph Forte (dottor Hartman (as Joe Forte), Merle Oberon (Sara Belmont), Eddy Waller (Station Master)

## Celebrity
- Diretto da:
- Scritto da:

### Trama
- Interpreti: Joanne Dru (Myla Marshall), Richard Eyer (Tony), Eve McVeagh (Suzie), Dennis Morgan (Chris Waring), Harlan Warde (James O'Hara)

## Garrity's Sons
- Diretto da:
- Scritto da:

### Trama
- Interpreti: James Bell (Garrity), Rory Calhoun (Rory Garrity), Vince Edwards (Steve), May Wynn (Peggy)

## Hanrahan
- Diretto da:
- Scritto da:

### Trama
- Interpreti: Richard Deacon (Planter O'Toole), Arthur Franz (Joe Newbury), Kathryn Grant (Kitty), Cecil Kellaway (Timothy Hanrahan), Elsa Lanchester (Rosie Bowker)

## Deception
- Diretto da:
- Scritto da:

### Trama
- Interpreti: Mark Andrews, Sally Fraser (Jean Carter), Greta Granstedt (Nora), John Howard (Paul Blake), Sylvia Sidney (Laura Blake), June Vincent (Helen Keys)

## The Woman at Fog Point
- Diretto da:
- Scritto da:

### Trama
- Interpreti: Charles Bickford (Sam Callahan), Joan Camden (Susan Copeland), Raymond Greenleaf (John Mackey), Chubby Johnson (Ed Harris), Lamont Johnson (Harry Sayer), Evelyn Rudie (Margie)

## Sunday Mourn
- Diretto da:
- Scritto da:

### Trama
- Interpreti: John Bromfield (Tom Ryder), Wallace Ford (Talker), Percy Helton (Dooley), Brian Keith (Mano), Marilyn Maxwell (Sally Carter), Tyler McVey (Rev. Emerson)

## While We're Young
- Diretto da:
- Scritto da:

### Trama
- Interpreti: Claudette Colbert (Elizabeth Hopkins), Tab Hunter (Gig Spevvy), Eilene Janssen (Katie Hopkins), Patric Knowles (dottor Tyler McManus)

## Appointment with Destiny
- Diretto da:
- Scritto da:

### Trama
- Interpreti: Dorothy Adams (Mrs. Kimble), Adelle August (Annette), Lyle Bettger (Willis), Mona Freeman (Nancy Dawes), Howard Petrie (Baker), William Tannen (Miller), Bill Walker (Porter)

## The Policy of Joe Aladdin
- Diretto da:
- Scritto da:

### Trama
- Interpreti: Lewis Charles (Pretty Boy), Brian Donlevy (Joe Aladdin), Kathryn Grant (Emmadel Reed), Sid Melton (Alfie), Gale Robbins (Coco), Bobby Van (Wallace Lamb)

## Mimi
- Diretto da:
- Scritto da:

### Trama
- Interpreti: Paul Henreid (Pierre Marchand), Rita Gam (Mimi), Rick Jason (Raoul), Lawrence Dobkin (ispettore Briand), Louis Mercier (detective Aubert), Mel Welles (uomo grasso)

## Cardboard Casanova
- Diretto da:
- Scritto da:

### Trama
- Interpreti: Ricardo Montalbán (Carlos Cortez), Dick Foran (William 'Bill' Trent), Lucy Marlow (Carol Farley), Hillary Brooke (Vivian Riley), Ray Walker (addetto alla biglietteria), Dee J. Thompson (receptionist)

## P.J. and the Lady
- Diretto da:
- Scritto da:

### Trama
- Interpreti: Thomas Mitchell (P.J. Reilly), Ann Harding (Louise Potter), Vera Miles (Angela), Elliott Reid (Jerome Hotter), Tristram Coffin (Curtis Clinton)

## One Man Missing
- Diretto da:
- Scritto da:

### Trama
- Interpreti: Dan Barton (Marty Rourke), Ellen Drew (Louise Lyndon), Jane Greer (Mona Patton), Hanna Landy (Bea), Audrey Totter (Breezy Adams), Helen Wallace (Mrs. Dennis), Richard Webb (Si Kearney)

## Favorite Son
- Diretto da:
- Scritto da:

### Trama
- Interpreti: William Gargan (Father), Anita Louise (Mother), Sammy Ogg (Cliff), Louis Torres Jr. (Eddie)

## The Mumbys
- Diretto da:
- Scritto da:

### Trama
- Interpreti: Harry Antrim (Mr. Vanderbuhr), Edgar Buchanan (Papa Mumby), Jane Darwell (Mama Mumby), Isobel Elsom (Mrs. Vanderbuhr), Virginia Field (Ethel Baxter), William Hopper (Joe Cramer), Willard Parker (Dave Baxter)